# Mazarunia mazarunii
Mazarunia mazarunii – gatunek słodkowodnej ryby z rodziny pielęgnicowatych. 

## Występowanie
Gatunek endemiczny zlewiska Mazaruni w  Gujanie.

## Opis
Dorasta do 5 cm długości.